# 順天 (黎朝)
顺天（1428年四月十五—1433年）是大越国后黎朝太祖黎利的年号，也是越南后黎朝第一个年号，共计6年。相传此年号是由黎利所获得古剑“顺天”而命名的。

## 纪年
| 順天 | 元年   | 2年    | 3年    | 4年    | 5年    | 6年    |
| 公历 | 1428年 | 1429年 | 1430年 | 1431年 | 1432年 | 1433年 |
| 干支 | 戊申   | 己酉   | 庚戌   | 辛亥   | 壬子   | 癸丑   |